# Panda Cloud Antivírus
Panda Cloud Antivirus é o antivírus desenvolvido pela Panda Security, disponível na versão gratuita e paga. É baseado na computação em nuvem, pois os arquivos são analisados remotamente no servidor da compahia dispensando o computador do usuário deste trabalho. A tecnologia é baseada na "conectividade inteligente" com o servidor de análises.

## Características
Panda Security afirma que detecta vírus, Trojans, worms, spyware, dialers, hacking tools, jokes e outras ameaças.

## Licença
O Panda Cloud Antivírus foi lançada sob liçença livre, para uso exclusivo em residências, escolas estaduais, organizações não-governamentais e sem fins lucrativos.

## Concorrentes
Outros antivírus concorrentes baseados na computação em núvem:
- Immunet
- Comodo Cloud Scanner
- Threat Fire
- Webroot SecureAnywhere